# فاضل آل حبيل
فاضل حسن آل حبيل مواليد 6 مايو 1996، هو لاعب كرة قدم سعودي لعب سابقاً في نادي النور.